# بليندا ناش
بليندا نـاش (بالإنجليزية: Belinda Nash)‏ هي مؤرخة ومؤلفة أمريكية، ولدت في 27 أكتوبر 1946 في كندا، وتوفيت في 16 فبراير 2016 في فرجينيا بيتش في الولايات المتحدة بسبب سرطان.